# Graphical Kernel System
Graphical Kernel System (GKS) foi o primeiro padrão ISO de baixo nível para para computação gráfica, introduzido em 1977. O GKS fornece um conjunto de padrões de recursos de desenho vetorial bidimensional adequados para criação de gráficos e funções similares. Os recursos são projetados para serem portáteis entre diferentes linguagens de programação, recursos gráficos e hardwares, de forma que aplicativos escritos para uso em GKS sejam prontamente portáveis a diversas plataformas e dispositivos.
O GKS foi muito comum em estações de trabalho na década de 1980 e início da década de 1990, tendo constituído a base dos produtos da Digital Research, Inc, em especial o GEM, usado no Atari ST. Foi pouco usado fora destes mercados, sendo essencialmente obsoleto atualmente exceto por definir a API do Computer Graphics Metafile. Um descendente do GKS foi o PHIGS.
O principal desenvolvedor e promotor do GKS foi José Luis Encarnação, antigo diretor do Instituto Fraunhofer de Computação Gráfica (IGD) em Darmstadt, Alemanha.
O GKS foi padronizado nas seguintes documentações:
- Padrão ANSI ANSI X3.124 de 1985.
- Padrão ISO ISO/IEC 7942, primeira parte de 1985, partes 2-4 de 1997-99.
- As ligações de linguagem são os padrões ISO ISO 8651.
- As definições funcionais GKS-3D (Graphical Kernel System Tridimensional) estão definidas no padrão ISO ISO 8805, e as correspondentes ligações em linguagem C estão na ISO 8806.

A funcionalidade da GKS estpa embutida como um modelo padronizado no padrão STEP, seção [ISO 10303-46.